# Matto Congrio
Matto Congrio fue un grupo gallego de música instrumental que apareció en 1993 en el panorama musical gallego. Publicó un único disco grabado en Dublín (9 temas) y Madrid (2 temas) y contó con la participación de Paddy Moloney (gaitero de The Chieftains). Tres de los componentes del grupo se integraron posteriormente en Berrogüetto, mientras que la otra mitad formó parte del proyecto solista de Carlos Núñez. 

## Componentes
El grupo estaba formado por:
- Carlos Núñez (gaita y flauta de pico)
- Santiago Cribeiro (acordeón, piano y teclados)
- Anxo Pintos (gaita, violín, y saxo soprano)
- Diego Bouzón (guitarra española y eléctrica)
- Isaac Palacín (batería y percusión)
- Pancho Álvarez (bajo, mandolina y guitarra acústica)

## Canciones
Las piezas musicales del disco, titulado Matto Congrio y editado en 1993 por el sello Sonifolk, fueron:
- Muiñeira de Inzenga
- Camiño de Santiago
- Gaseadas formas globulares
- Reel "en su salsa"
- Matt Molloy´s
- Canto de seitura
- Polka de Vilagarcía
- Crisol de insectos imposibles
- Music for a found harmonium
- Ladies and Jamesons
- Cafe Dublin